# Педра-Фурада
Педра-Фурада (порт. Pedra Furada; МФА: [ˈpe.dɾɐ fu.ˈɾa.dɐ]) — парафія в Португалії, у муніципалітеті Барселуш. Розташована в північно-західній частині країни, на теренах історичної португальської провінції Дору-Міню. Входить до складу округу Брага. За адміністративним поділом, чинним до 1976 року, терени парафії були складовою провінції Міню. Належить до Бразької архідіоцезії Католицької церкви. Патрон — Леокадія Толедська. Площа — 2,3688 км². Населення — 399 ос. (2011). Слабо урбанізований регіон. Густота населення — 168,44 осіб/км²
. Код — 030258.

## Населення
| Кількість мешканців | Кількість мешканців | Кількість мешканців | Кількість мешканців | Кількість мешканців | Кількість мешканців | Кількість мешканців | Кількість мешканців | Кількість мешканців | Кількість мешканців | Кількість мешканців | Кількість мешканців | Кількість мешканців | Кількість мешканців | Кількість мешканців |
| ------------------- | ------------------- | ------------------- | ------------------- | ------------------- | ------------------- | ------------------- | ------------------- | ------------------- | ------------------- | ------------------- | ------------------- | ------------------- | ------------------- | ------------------- |
| 1864                | 1878                | 1890                | 1900                | 1911                | 1920                | 1930                | 1940                | 1950                | 1960                | 1970                | 1981                | 1991                | 2001                | 2011                |
| 232                 | 220                 | 231                 | 263                 | 278                 | 298                 | 294                 | 357                 | 433                 | 423                 | 446                 | 482                 | 474                 | 466                 | 399                 |